# Pleurothyrium hexaglandulosum
Pleurothyrium hexaglandulosum är en lagerväxtart som beskrevs av H. van der Werff. Pleurothyrium hexaglandulosum ingår i släktet Pleurothyrium och familjen lagerväxter. Inga underarter finns listade i Catalogue of Life.